# Heckenmünster
Heckenmünster là một đô thị ở huyện Bernkastel-Wittlich, trong bang Rheinland-Pfalz, Đô thị Heckenmünster có diện tích 4,88 km², dân số thời điểm ngày 31 tháng 12 năm 2006 là 109 người.